# نيكولاس سحنون
نيكولاس سحنون (3 سبتمبر 1980

 في بوردو) (بالفرنسية: Nicolas Sahnoun)‏ لاعب كرة قدم فرنسي يلعب حاليا لصالح نادي الدرجة الأولى مونبيلييه الفرنسي منذ 2008 في خط الوسط .
لعب سحنون في أندية بوردو (2000-2004) فولهام بالإعارة (2000-2001) أجاكسيو بالإعارة (2002) ألمرية (2003-2005) بريست (2005-2007) ديجون (2007-2008) .
ساهم سحنون في تتويج نادي فولهام ببطولة دوري الدرجة الثانية موسم 2000/2001 كما ساهم في تتويج نادي أجاكسيو ببطولة دوري الدرجة الثانية موسم 2001/2002 .
نيكولاس سجنون ابن لاعب منتخب فرنسا الراحل عمر سحنون .

## روابط خارجية
- نيكولاس سحنون على موقع رابطة كرة القدم الفرنسية للمحترفين (الإنجليزية)
- نيكولاس سحنون على موقع قاعدة بيانات كرة القدم.إي يو (الإنجليزية)
- نيكولاس سحنون على موقع ليكيب (الفرنسية)
- نيكولاس سحنون على موقع كووورة